# Ла-Дорада (Колумбія)
Ла-Дорада (ісп. La Dorada) — місто і муніципалітет в колумбійському департаменті Кальдас, розташоване на березі річки Маґдалена, друге за населенням та економічним значенням місто департаменту після його столиці, міста Манісалес.
| Колумбія | Це незавершена стаття з географії Колумбії. Ви можете допомогти проєкту, виправивши або дописавши її. |